# محمد کعب عمیر
محمد کعب عمیر سیاستمدار ایرانی و نمایندهٔ دورهٔ یازدهم و دوازدهم مجلس شورای اسلامی است. وی توانست در یازدهمین انتخابات مجلس شورای اسلامی با کسب ۲۳ هزار و ۳۵۸ رای، از حوزه انتخابیه شوش از استان خوزستان انتخاب گردد. او در مجلس یازدهم عضو کمیسیون اجتماعی مجلس بود.